# Marathon de Lausanne
Le Marathon de Lausanne, ou Lausanne Marathon, est le nom générique donné à cette épreuve sportive qui comporte une course pédestre suisse de 42,195 kilomètres, un semi-marathon, un 10 km, un 10 km walking et nordic walking, mini-marathon de 4 km et un mini-mini marathon de 2,5 km. Le Lausanne Marathon est l'une des épreuves sportives les plus importantes du canton de Vaud et attire surtout près de 2500 étrangers de plus de 30 nationalités à Lausanne[réf. nécessaire].

## Histoire
L'épreuve a lieu chaque année depuis 1993, traditionnellement le dernier dimanche d'octobre. Le premier Lausanne Marathon est organisé à la suite de l'inauguration du Musée olympique.
En 1995, il est classé, par la presse spécialisée, parmi les 20 plus beaux marathons du monde[réf. nécessaire].
En parallèle du marathon, se court aussi un peu plus tard le même jour, un semi-marathon.
Initialement prévu de manière réduite avec seulement le marathon au programme et moins de 1 000 coureurs au départ, l'édition 2020 est finalement annulée en raison des nouvelles mesures sanitaires liées à la pandémie de Covid-19.

## Parcours
Les courses partent de Lausanne, place de Milan et emprunte la route principale 9, qui longe le lac Léman jusqu'à Vevey avant de revenir à Lausanne par le même chemin. L'arrivée est située sur la Place Bellerive. Il y a trois courses à choix (42km, 21km et 10km).

## Participation totale
Ci-après la participation totale toutes courses confondues :
- 1993 : 1 472 coureurs
- 1994 : 3 106 coureurs
- 1995 : 4 255 coureurs
- 1996 : 4 249 coureurs
- 1997 : 4 869 coureurs
- 1998 : 5 429 coureurs
- 1999 : 6 354 coureurs
- 2000 : 7 080 coureurs
- 2001 : 7 502 coureurs
- 2002 : 7 426 coureurs
- 2003 : 8 207 coureurs
- 2004 : 9 410 coureurs
- 2005 : 9 782 coureurs
- 2006 : 9 638 coureurs
- 2007 : 9 768 coureurs
- 2008 : 9 049 coureurs
- 2009 : 10 658 coureurs
- 2010 : 11 181 coureurs
- 2011 : 11 806 coureurs
- 2012 : 12 882 coureurs
- 2013 : 14 155 coureurs
- 2014 : 14 635 coureurs
- 2015 : 14 766 coureurs
- 2016 : 15 296 coureurs
- 2017 : 15 000 coureurs avec un nombre d'inscriptions limitées.
- 2018 : 13 475 coureurs
- 2019 : 12 010 coureurs
- 2020 : annulé en raison de la pandémie de Covid-19.
- 2021 : 2 003 coureurs en version connectée
- 2022 : 9 100 coureurs
- 2023 : 12'000 coureurs
- 2024 : 13'000 coureurs

## Palmarès

### Hommes
| Année | Vainqueur                                           | Temps                                               |
| ----- | --------------------------------------------------- | --------------------------------------------------- |
| 2024  | Ilias Hernandez                                     | 2 h 23 min 38 s                                     |
| 2023  | Aleix Toda Mas                                      | 2 h 29 min 48 s                                     |
| 2022  | Manuel Hügli                                        | 2 h 37 min 29 s                                     |
| 2021  | Course annulée en raison de la pandémie de Covid-19 | Course annulée en raison de la pandémie de Covid-19 |
| 2020  | Course annulée en raison de la pandémie de Covid-19 | Course annulée en raison de la pandémie de Covid-19 |
| 2019  | Woldesemayat Ayele Tsige                            | 2 h 22 min 11 s                                     |
| 2018  | Alaa Hrioued                                        | 2 h 22 min 16 s                                     |
| 2017  | Fikru Dadi                                          | 2 h 22 min 58 s                                     |
| 2016  | Youssef Sbaai                                       | 2 h 17 min 06 s                                     |
| 2015  | Tamiru Yeshigeta                                    | 2 h 17 min 08 s                                     |
| 2014  | Yator Jacob Kiplagat                                | 2 h 18 min 38 s                                     |
| 2013  | Maciek Miereczko                                    | 2 h 29 min 01 s                                     |
| 2012  | Bartosz Olszewski                                   | 2 h 32 min 06 s                                     |
| 2011  | Hamid Mohammednur                                   | 2 h 19 min 37 s                                     |
| 2010  | Hailu Begashow                                      | 2 h 20 min 02 s                                     |
| 2009  | Urguessa Weyessa                                    | 2 h 21 min 00 s                                     |
| 2008  | Berthe Zeremariam                                   | 2 h 16 min 04 s                                     |
| 2007  | William Kipchumba                                   | 2 h 12 min 17 s                                     |
| 2006  | Sammy Kibet Rotich                                  | 2 h 14 min 39 s                                     |
| 2005  | Tesfaye Eticha                                      | 2 h 12 min 41 s                                     |
| 2004  | David Kipkorir                                      | 2 h 13 min 37 s                                     |
| 2003  | Tesfaye Eticha                                      | 2 h 10 min 04 s                                     |
| 2002  | Tesfaye Eticha                                      | 2 h 11 min 22 s                                     |
| 2001  | Tesfaye Eticha                                      | 2 h 12 min 38 s                                     |
| 2000  | Tesfaye Eticha                                      | 2 h 16 min 24 s                                     |
| 1999  | Tesfaye Eticha                                      | 2 h 12 min 48 s                                     |
| 1998  | Tesfaye Eticha                                      | 2 h 16 min 33 s                                     |
| 1997  | Becho Tadesse                                       | 2 h 16 min 04 s                                     |
| 1996  | Becho Tadesse                                       | 2 h 15 min 40 s                                     |
| 1995  | Ngunzu Jakob                                        | 2 h 18 min 36 s                                     |
| 1994  | Saktai Nada                                         | 2 h 16 min 09 s                                     |
| 1993  | Tabak Nicolai                                       | 2 h 19 min 51 s                                     |

### Femmes
| Année | Vainqueur                                           | Temps                                               |
| ----- | --------------------------------------------------- | --------------------------------------------------- |
| 2024  | Chrystelle Lambert                                  | 2 h 50 min 15 s                                     |
| 2023  | Alemitu Clerc                                       | 2 h 53 min 34 s                                     |
| 2022  | Carla Weber                                         | 3 h 05 min 18 s                                     |
| 2021  | Course annulée en raison de la pandémie de Covid-19 | Course annulée en raison de la pandémie de Covid-19 |
| 2020  | Course annulée en raison de la pandémie de Covid-19 | Course annulée en raison de la pandémie de Covid-19 |
| 2019  | Simone Troxler                                      | 2 h 42 min 30 s                                     |
| 2018  | Aline Camboulives                                   | 2 h 43 min 14 s                                     |
| 2017  | Laura Hrebec                                        | 2 h 40 min 28 s                                     |
| 2016  | Alemitu Bekele-Clerc                                | 2 h 42 min 41 s                                     |
| 2015  | Helen Bekele Tola                                   | 2 h 31 min 24 s                                     |
| 2014  | Naomy Chebonai                                      | 2 h 51 min 54 s                                     |
| 2013  | Emma Pooley                                         | 2 h 44 min 28 s                                     |
| 2012  | Laura Hrebec                                        | 2 h 41 min 36 s                                     |
| 2011  | Chemutai Immaculate                                 | 2 h 47 min 35 s                                     |
| 2010  | Magali Di Marco Messmer                             | 2 h 54 min 30 s                                     |
| 2009  | Joanna Chmiel-Gront                                 | 2 h 54 min 59 s                                     |
| 2008  | Atodonyang Pauline Chepkorir                        | 2 h 46 min 22 s                                     |
| 2007  | Jeanna Malkova                                      | 2 h 47 min 10 s                                     |
| 2006  | Kotu Meseret                                        | 2 h 39 min 42 s                                     |
| 2005  | Sandra Annen-Lamard                                 | 3 h 01 min 02 s                                     |
| 2004  | Tsege Worku                                         | 2 h 37 min 25 s                                     |
| 2003  | Emebet Abossa                                       | 2 h 34 min 39 s                                     |
| 2002  | Tegla Loroupe                                       | 2 h 29 min 03 s                                     |
| 2001  | Valentina Enaki                                     | 2 h 39 min 42 s                                     |
| 2000  | Kasacova Irina                                      | 2 h 38 min 41 s                                     |
| 1999  | Kasacova Irina                                      | 2 h 37 min 34 s                                     |
| 1998  | Alemu Kore                                          | 2 h 38 min 07 s                                     |
| 1997  | Alemu Kore                                          | 2 h 42 min 39 s                                     |
| 1996  | Fabiola Rueda-Oppliger                              | 2 h 42 min 31 s                                     |
| 1995  | Valentina Enaki                                     | 2 h 33 min 34 s                                     |
| 1994  | Galuska Natalia                                     | 2 h 41 min 38 s                                     |
| 1993  | Franziska Rochat-Moser                              | 2 h 42 min 06 s                                     |